# Roman Zupanec
Roman Zupanec, slovenski častnik, * 20. julij 1961, Ljubljana.
Diplomiral je 1985 na Vojaško tehnični akademiji KoV JLA v Zagrebu na temo Računalniške mreže.
Magistriral je 1990 na Univerzi v Zagrebu na temo Računalniško vodenje procesov.
V Teritorialno obrambo Republike Slovenije je prestopil 29. 6. 1991.
Od 1991 do 1992 je bil vodja Odseka za podiplomsko usposabljanje na 1. upravi Ministrstva za Obrambo.
Od 1992 do 1995 je bil vodja Odseka za informatiko na 6. upravi Ministrstva za obrambo.
Od 1995 do 1999 je bil republiški inšpektor za informatiko na Inšpektoratu Republike Slovenije za obrambo.
Leta 2000 je končal Generalštabni program Slovenske vojske.
Od 2000 do 2001 je bil vodja Centra za integracijo v Službi za informatiko in komunikacije Ministrstva za obrambo.
Od 2002 do 2013 je bil vodja sektorja v Inšpektoratu Republike Slovenije za obrambo.
Od 2013 do 2021 je bil glavni inšpektor v Inšpektoratu Republike Slovenije za obrambo.
Od 2021 je inšpektor višji svetnik v Inšpektoratu Republike Slovenije za varstvo pred naravnimi in drugimi nesrečami.

## Napredovanja
- polkovnik: 12. maj 2000

## Odlikovanja
- bronasta medalja generala Maistra: 11. maj 1998
- srebrna medalja Slovenske vojske